# Wolanka (dopływ Jodłówki)
Wolanka – potok, lewy dopływ Jodłówki o długości 14,51 km i powierzchni zlewni 46,29 km². 
Źródła potoku znajdują się na Pogórzu Ciężkowickim w paśmie Góry Kokocz, na południowych stokach góry. Płynie przez Wolę Lubecką, Lubczę, Zagórze, a do Jodłówki wpada w Dęborzynie.